# Cathédrale Saint-Patrick de Karachi
Cette  cathédrale n’est pas la seule cathédrale Saint-Patrick.
La cathédrale Saint-Patrick est un édifice religieux catholique de style néo-gothique, sis à Shahrah-e-Irak (anciennement Clarke Street) à Karachi au Pakistan. Construite en 1881, l’église devient le siège du diocèse (1948), puis archidiocèse (1950) catholique de Karachi.

## Historique
La première église de la province de Sind (avec l’exception possible de Thatta) est construite en 1845 et est dédiée à saint Patrick, connu comme l'apôtre et saint patron de l’Irlande. La communauté catholique ayant fortement augmenté, en partie par une large immigration de goanais, il est décidé de construire, au même endroit une nouvelle église.
Le nouvel édifice est conçu et réalisé par trois jésuites allemands : le père Wagner et les frères George Kluver et Herman Lau. De style néo-gothique, l’église est en mesure d’accueillir 1 500 fidèles. Elle est consacrée et ouverte au culte en avril 1881. Malgré la construction du nouveau bâtiment, l'ancienne église reste utilisée. Elle est détruite par une violente tempête en 1885.

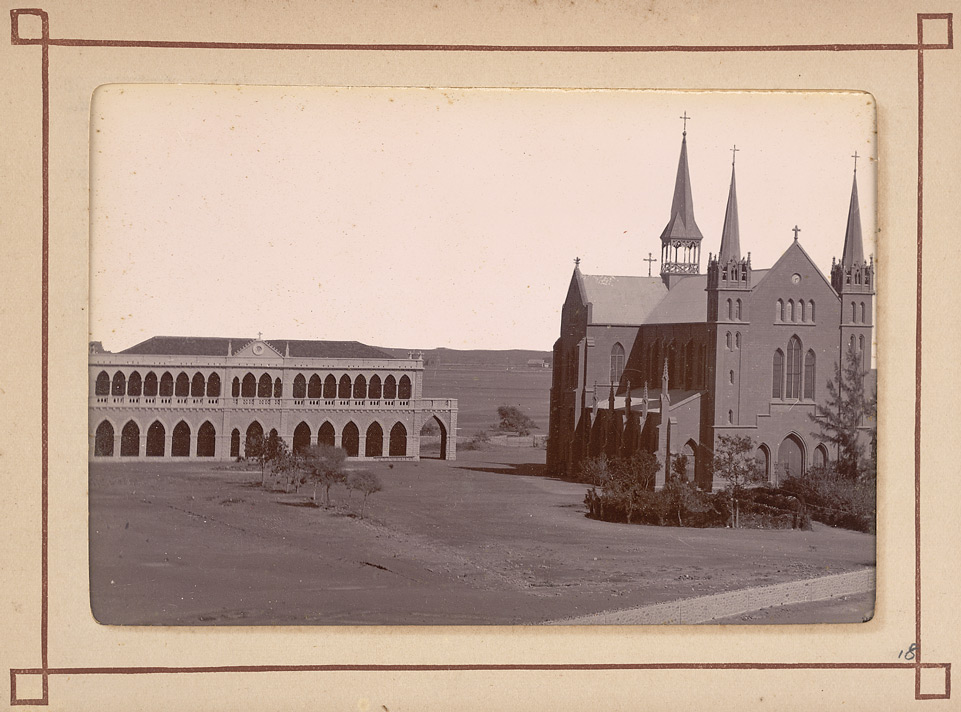
La cathédrale Saint-Patrick en 1900.

En 1931, est érigé devant l’église un monument au Christ-Roi. Il rappelle au souvenir du visiteur le travail missionnaire des jésuites de l’ancienne mission de Sind.
Peu après l’indépendance du Pakistan, Karachi devient diocèse (1948) par bifurcation de l’archidiocèse de Bombay, puis archidiocèse en 1950. L’église Saint-Patrick est choisie pour en devenir l’église cathédrale. 
En 1978, la cathédrale fête son centenaire. À cette occasion, les services postaux du Pakistan émettent un timbre commémoratif. Et le pape Jean-Paul II envoie un message de salutations et bénédictions aux catholiques de la ville de Karachi.